# Вілле Вало
Ві́лле Ге́рманні Ва́ло (фін. Ville Hermanni Valo; нар. 22 листопада, 1976, Гельсінкі) — фінський музикант, співак, композитор, фронтмен гурту HIM.

## Біографія

### Дитинство й юність, сім'я
Вілле народився в передмісті Гельсінкі, місті Валліла. Його батько, Карі Вало, був водієм таксі, а пізніше — власником секс-шопа. Його мати, Аніта угорка за походженням. Вілле — старший із двох синів, його брат Єссе (Jesse) на вісім років молодший.
Із дитинства Вало захоплювався музикою, в ранньому віці батьки пристрастили його до фінської музики, виконавців на зразок Тапіо Раутаваара та Раулі Сомерйокі. Підлітком став шанувальником хард-рок гуртів Kiss і Black Sabbath. Вілле також шанувальник літератури Едгара Аллана По. Деякий час Вало навчався в консерваторії в Гельсінкі, пізніше працював продавцем у секс-шопі свого батька. Почав музичну кар'єру ще підлітком, брав участь у маловідомих гуртах, грав на барабанах і клавішних.

## Музична діяльність
У 1991 році Вало заснував гурт His Infernal Majesty, який спершу виконував кавер-версії пісень Black Sabbath. Назва була продиктована неправдивою легендою про те, що Kiss начебто розшифровується як Knights In Satan Service. Пізніше гурт було перейменовано на HIM і почав випускати власний матеріал. У 1995 році - тоді Вало було 18 років - він зібрав шкільних друзів, які, як і він сам, тяжіли до "старовинного глем-року", і таким чином з'явився гурт SUPER GENE SIMMONS'S OFFSPRING (назва, певна річ, на честь бас-гітариста KISS, на музиці яких виховувався Вало). Майже одразу після першого концерту склад гурту кардинально змінився, а за ним і назва гурту, - відчувши, що музика може приносити прибутки, Вало покинув роботу в батьківському секс-шопові й почав шукати контракт на запис повнометражного альбому. Доволі солідна незалежна гельсінська фірма грамзапису Terrier готова була вкласти кошти в музиканта, але вимагала, щоб Вало спершу записав міні-альбом. Обравши за центральну композицію хіт-сингл Кріса Айзека "Wicked Game", HIM улітку 1996 року записали максі-сингл «666 Ways To Love», що вийшов у форматі компакт-касети; сьогодні оригінал складає філофонічну рідкість, попри те, що всі чотири композиції вийшли бонус-треками на японському виданні "Razorblade Romance". Нова версія відомої пісні вийшла на рідкість своєрідною: потужні гітарні рифи, жорстка ритм-секція та головне, відмінний вокал й талановите аранжування.
Вілле Вало брав участь також у записах із гуртами The 69 Eyes, Apocalyptica, Cradle of Filth, Bloodhound Gang, Agents та іншими. Крім вокалу, Вало володіє ударними інструментами. Він записав ударні для демо-альбому HIM «This is Only the Beginning». На сольному альбомі гітариста HIM Лінде «King of Rock’n'Roll» Вілле знову попрацював ударником.
Вілле заручився з моделлю й телеведучою Йонною Нюгрен у 2006 році. Молодята зробили собі татуювання на честь одне одного. Але в 2007 році вони розлучилися. Причина розриву стосунків залишається невідомою. Вілле— близький друг режисера й шоумена Бема Марджери, і часто брав участь у його шоу Viva la Bam на MTV.

## Образ та імідж
Вало відомий провокаційним іміджем і великою кількістю татуювань, зараз їх 16. Спершу Вало порівнювали з легендарним співаком The Doors Джимом Моррісоном, проте згодом Вілле почали називати сучасним Зіґґі Стардастом. :
 Джим Моррісон подобається мені набагато більше. Хоча це тупо, порівнювати різних людей і різні речі. Нехай краще мене порівнюють із якою-небудь легендою, аніж із модними поп-пузирями. Хоча мені це байдуже, головне, щоб люди купували наші платівки, — Вілле Вало.
Багато курить, незважаючи на діагностовану астму.